# Schwedische Badmintonmeisterschaft 2007
Die Schwedische Badmintonmeisterschaft 2007 fand vom 2. bis zum 5. Februar 2007 statt.

## Medaillengewinner
| Disziplin    | Gold                            | Silber                               | Bronze                                  |
| ------------ | ------------------------------- | ------------------------------------ | --------------------------------------- |
| Herreneinzel | George Rimarcdi                 | Magnus Sahlberg                      | Gabriel Ulldahl                         |
| Herreneinzel | George Rimarcdi                 | Magnus Sahlberg                      | Gert Künka                              |
| Dameneinzel  | Sara Persson                    | Elin Bergblom                        | Lin Qing                                |
| Dameneinzel  | Sara Persson                    | Elin Bergblom                        | Emelie Lennartsson                      |
| Herrendoppel | Imam Sodikin Imanuel Hirschfeld | Joakim Andersson Zhang Yi            | Daniel Glaser Hugi Heimirsson           |
| Herrendoppel | Imam Sodikin Imanuel Hirschfeld | Joakim Andersson Zhang Yi            | Björn Fredriksson Andi Hartono          |
| Damendoppel  | Lina Alfredsson Lina Uhac       | Elin Bergblom Johanna Persson        | Anastasia Kudinova Christine Pettersson |
| Damendoppel  | Lina Alfredsson Lina Uhac       | Elin Bergblom Johanna Persson        | Emelie Lennartsson Sophia Hansson       |
| Mixed        | Imam Sodikin Elin Bergblom      | Björn Fredriksson Anastasia Kudinova | Kristian Karttunen Johanna Persson      |
| Mixed        | Imam Sodikin Elin Bergblom      | Björn Fredriksson Anastasia Kudinova | Jörgen Olsson Frida Andreasson          |